# Schizodon
Genre
Schizodon est un genre de poissons de la famille des Anostomidae et de l'ordre des Characiformes.  

## Liste d'espèces
Selon FishBase (08 juin 2015):
- Schizodon altoparanae Garavello & Britski, 1990
- Schizodon australis Garavello, 1994
- Schizodon borellii (Boulenger, 1900)
- Schizodon corti Schultz, 1944
- Schizodon dissimilis (Garman, 1890)
- Schizodon fasciatus Spix & Agassiz, 1829
- Schizodon intermedius Garavello & Britski, 1990
- Schizodon isognathus Kner, 1858
- Schizodon jacuiensis Bergmann, 1988
- Schizodon knerii (Steindachner, 1875)
- Schizodon nasutus Kner, 1858
- Schizodon platae (Garman, 1890)
- Schizodon rostratus (Borodin, 1931)
- Schizodon scotorhabdotus Sidlauskas, Garavello & Jellen, 2007
- Schizodon succinctus Burmeister, 1861
- Schizodon vittatus (Valenciennes, 1850)